# غواراتيبا

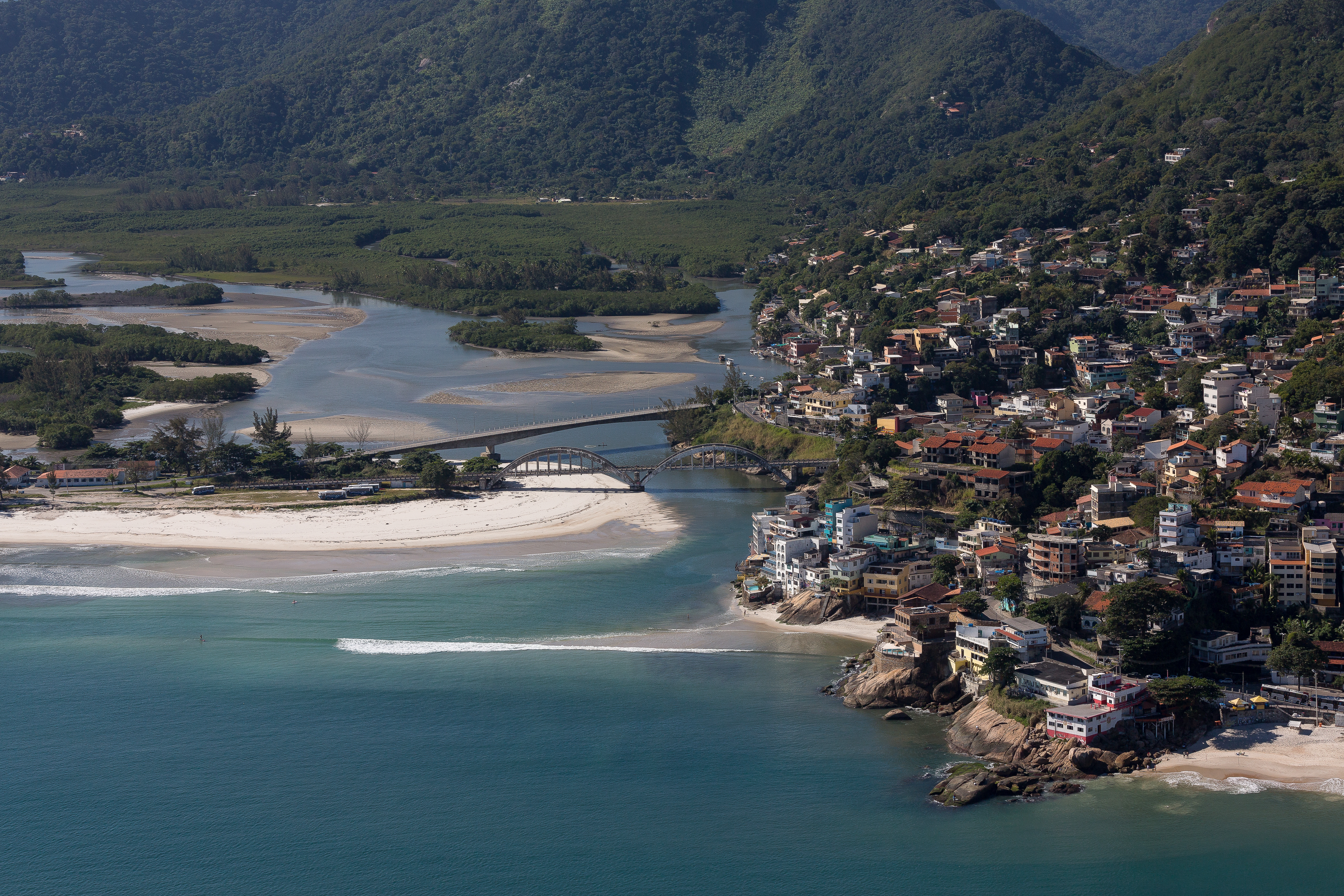
مشهد جوي لحي غواراتيبا

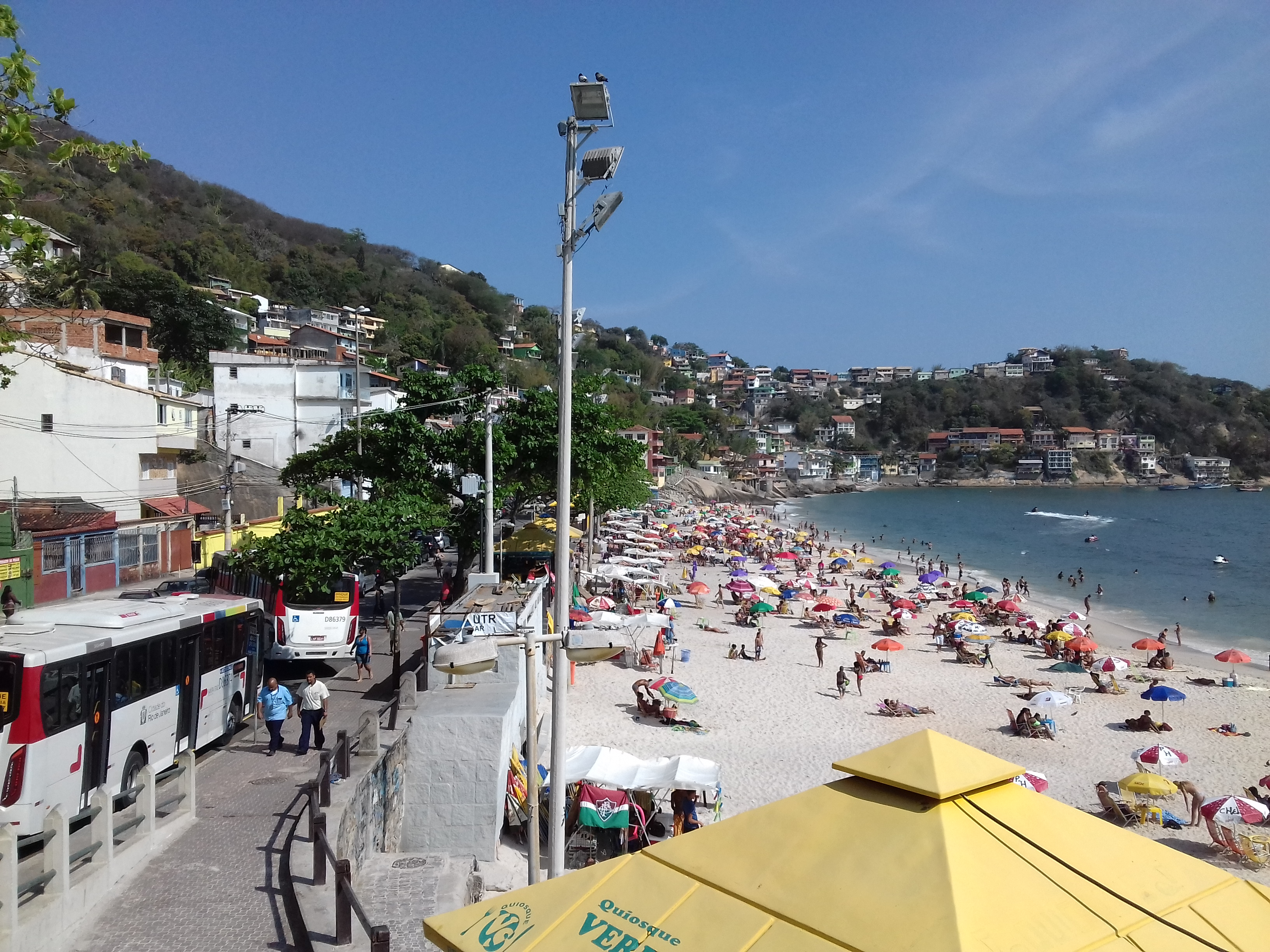
محمية البايرو

غواراتيبا هو حي كبير يقع في المنطقة الغربية من ريو دي جانيرو، البرازيل. لديها واحدة من أصغر الكثافات السكانية في المدينة.
يقع البايرو في الجزء الشرقي من خليج سيبيتيبا. وهو يحتوي على 3,360 هكتار (8300 فدان) محمية غواراتيبا البيولوجية، وهي وحدة حفظ محمية تحتوي على المنغروف.
تتوسع المنطقة حالياً بسبب الاستثمار العقاري لأن الوصول إلى الحي مهيء ليسهل عمل نفق غروتا فوندا، المقرر الانتهاء منه في عام 2008. 